# 鄭慕智
鄭慕智，大紫荊勳賢，GBS，OBE，JP（1950年3月5日—），香港律師，行政會議成員，現任保險業監管局主席及胡百全律師事務所顧問律師。

## 背景
鄭慕智早年就讀中國兒童書院（1956年幼稚園、1962年小六）、英皇書院以及聖保羅男女中學，繼而取得香港大學法學士（1972年三級榮譽資格）和香港浸会大学荣誉法学博士學位。就讀聖保羅男女中學時曾於1969年獲得第21屆香港校際音樂節男高音獨唱亞軍。
他曾在香港擔任多項公職，被譽為「公職王」。曾任九廣鐵路公司董事（1991 - ？）、香港立法局議員（1991 - 1995）、香港聯合交易所上市委員會及創業板上市委員會主席（2005 - 2006）及副主席（2003 - 2005）、香港教育委員會主席（1996 - 2003）、香港公民教育委員會主席（1997 - 2003）等職。1996年獲委任為太平紳士。1997年獲頒授OBE勳銜。2003年獲頒授金紫荊星章。2007年，獲香港浸會大學及嶺南大學頒授榮譽法律博士。2013年获颁北京师范大学-香港浸会大学联合国际学院荣誉院士荣衔。2013年免費幼稚園教育委員會主席。2016年获得大紫荆勋章。

## 從政及公職
2003年8月1日起，被時任特首董建華委任為足球博彩及獎券事務委員會主席，為期兩年。
2005年7月29日，再度被委任為足球博彩及獎券事務委員會主席，任期由2005年8月1日起，為期兩年。
2007年7月27日，續任為足球博彩及獎券事務委員會主席，任期由2007年8月1日起，為期兩年。
2015年12月28日，香港政府委任鄭慕智為獨立保險業監管局主席，任期三年。
2018年12月21日，再度被委任為保險業監管局（保監局）主席，為期三年。
2022年7月起，擔任行政會議非官守議員。